# Barjudarli
Barjudarli (en azerí : Barxudarlı); o Barkudarli (en armenio : Բարխուդարլու) es una localidad de Azerbaiyán, perteneciente al raión de Qazaj. Junto con Sofulu conforman un exclave de Azerbaiyán, totalmente rodeado por Armenia, país que lo ha controlado desde la primera guerra de Nagorno Karabaj. Su superficie ronda los 22 km².

## Historia
Tras un asedio de cuatro días, el pueblo fue capturado por las Fuerzas Armadas Armenias el 27 de abril de 1992, durante la Primera Guerra de Nagorno-Karabaj. El exclave ha estado bajo el control de Armenia desde entonces y es administrado como parte de la provincia de Tavush.